# Periderma
In istologia vegetale, si indica con periderma l'insieme di tessuti tegumentali di origine secondaria che si forma in seguito all'attività del fellogeno.
Oltre a quest'ultimo comprende il sughero (posizionato verso l'esterno) e il felloderma  (posizionato verso l'interno).
È un complesso di differenti tipi di tessuti che sostituisce l’epidermide nei fusti e nelle radici in struttura secondaria. Non si trova quindi in tutte le specie vegetali.
È, per esempio, ciò che noi indichiamo come "corteccia" o scorza di un albero.
In molte dicotiledoni e nelle gimnosperme, il periderma si forma già nel primo anno di crescita. Nel fusto, il primo fellogeno si origina dalla dedifferenziazione delle cellule nella corteccia. In molte specie però può anche originarsi direttamente dall'epidermide.